# Растворова, Ольга Григорьевна
Ольга Григорьевна Растворова (11 июля 1933, Ленинград — 12 января 2010, Сестрорецк) — советский и российский учёный-почвовед, публицист и поэт, почётный гражданин города Сестрорецка, член общества «Жители блокадного Ленинграда».

## Биография
В Ленинградской блокаде прожила первый год до июля 1942 года, когда была эвакуирована вместе с семьёй на «большую землю». Воспоминания о первом годе блокады Ленинграда, иллюстрированные подлинными детскими рисунками автора, выполненными в 1941—1942 годах опубликованы в брошюре «Память о блокаде».
После войны в 1956 году окончила кафедру почвоведения Ленинградского университета, с красным дипломом и опытом создания стенгазет, капустников и малых поэтических и изобразительных форм. По распределению была оставлена на кафедре, но два года работала в проектно-мелиоративном институте, чередуя болото и камеральные работы. В 1958 году возвратилась на кафедру и с тех пор не покидала её. Шесть лет проработала в должности старшего лаборанта с функциями преподавателя, семь лет ассистентом, более двадцати лет доцентом. С 1992 года работала совместителем. Последнюю перед уходом на заслуженный отдых (пенсия) лекцию прочитала 30 апреля 2006 года.
Ей присвоена в 1968 году учёная степень кандидата биологических наук и учёное звание доцента с 1972 года. Автор свыше 150 научных публикаций. Автор известного учебного пособия «Физика почв (практическое руководство)» 1983 год, соавтор и редактор серии руководств по полевому почвоведению, по физике почв, химическому анализу почв (1980—2002). Возглавила «питерскую» часть авторского коллектива при подготовке совместного с почвоведами МГУ фундаментального издания «Теория и практика химического анализа почв» (2006). Почти полувековое пребывание в коллективе кафедры позволило создать много так называемых «датских» стихов к дням рождений коллег, защит диссертаций, стихотворных сценариев для кафедральных праздников. Прикладной характер этих стихов не умаляет их литературных достоинств.
Главным объектом научных исследований была заповедная со времён Петра I лесостепная дубрава, и это на много лет определило тематику стихов («История заповедника „Лес на Ворскле“ от Петра I до Ипатова», 1959), стихи и тексты песен, посвящённых коллегам — «ворсклинцам».
В 1985 году переехала на постоянное место жительства из Ленинграда в город Сестрорецк, где объектом изучения стала другая петровская дубрава памятник КГИОП ПКиО Сестрорецкие «Дубки» — бывшая резиденция Петра I в Сестрорецке. Ольга Григорьевна изучила природные комплексы «Дубков» и историю дворцово-паркового ансамбля. Многочисленные рекомендации были внедрены при работе и сохранении флоры и фауны парка. На основании исследований была написана, а в 2004 году издана книга «От Петра до наших дней», историческое и природоведческое исследование. Благодаря этому в народе Ольгу Григорьевну стали называть «берегиней» «Дубков». Большой вклад сделан в написание книг по истории города Сестрорецка в 2006—2009 годы (4 тома), цикл стихов «Мой Сестрорецк». По воспоминаниям о блокаде написана книга «Из жизни блокадной девочки».
Поэтический дар нашёл отражение в работе клуба «Лукоморье», написании нескольких книг стихов. Занималась переводами стихов с немецкого языка для фольклорного ансамбля. Участница немецкого хора «Надежда» в Сестрорецке.
Автор оригинальных миниатюр на морской гальке, став дипломантом фестивалей народного творчества, в том числе международных. Громадное количество миниатюр на гальке разошлось по всему миру.
Похоронена на городском кладбище в Сестрорецке.

### Семья
Отец — Растворов, Григорий Григорьевич (1888—1959), жил в Выборге вместе с родителями и сестрой до 1918 года, когда оказался в России, а все другие члены семьи остались в Выборге и стали гражданами Финляндии. В 1915 году закончил Лесной институт и получил диплом учёного-лесовода. В годы Первой мировой войны прапорщик Выборгской Минной роты, обслуживал Выборгскую крепость, устанавливал минные заграждения, минировал Финский залив. Ни в каких партиях не состоял. На военной службе в сапёрных войсках стал специалистом по противохимической обороне. В связи с инвалидностью работал преподавателем и начальником кафедры военных дисциплин Ленинградского педиатрического института. Пережил блокаду Ленинграда до эвакуации-командировки в 1942 году. Умер в 1959 году мгновенно от кровоизлияния в мозг.
Мама — Зинаида Николаевна, инженер-землеустроитель, познакомилась с отцом в мирные 20е годы и вышла замуж в 1925 году.
Бабушка по отцу — Матильда Ильинична (1869—1940-е), финка, дочь выборгского кузнеца Кекконена.
Дед — Растворов, Григорий Лукич (около 1860 — 1924), русский, из крестьян Повенецкого уезда Олонецкой губернии. В Выборге был Фельтфебелем, работал десятником в инженерном управлении.
Муж — Лев (Лейб) Яковлевич Бродер (1920—2013) — врач, ветеран Великой Отечественной войны.

## Избранные труды
- Растворова О. Г. Особенности биологического круговорота зольных элементов и азота под насаждениями различного состава в лесостепи // Вестник ЛГУ. Сер. 3. Биология. — 1965. — № 4. — С. 121.
- Нешатаев Ю. Н., Растворова О. Г., Счастная Л. С., Терешенкова И. А., Цыпленков И. А. Поступление в почву зольных элементов и азота с опадом древесных и травянистых растений в основных типах леса дубравы «Лес на Ворскле» // Почвоведение. — 1966. — № 12.
- Растворова О. Г., Терешенкова И. А., Цыпленков И. А. О превращении органического вещества в лесных почвах // Почвоведение. — 1974. — № 1. — С. 129.
- Растворова О. Г. Физика почв (Практ. руководство). — Л.: Изд-во ЛГУ, 1983. — 193 с. — 3316 экз.
- Растворова О. Г., Шихова Л. Н. Характеристика орнитогенных почв старовозрастных участков лесостепной дубравы // Вестник ЛГУ. Сер. 1. Математика. Механика. Астрономия. — 1986. — № 1. — С. 118. — (То же // Сер. 3. Биология. — 1986. — № 1. — С. 118.).
- Афонина Н. Л., Зуев В. С., , Нестеренкова В. Г., Растворова О. Г., Усьяров О. Г. Влияние органического вещества на сорбцию фосфат-ионов почвами // Почвоведение. — 1986. — № 11. — С. 121—128. — ISSN 0032-180X.
- Балашов Е. В., Зуев В. С., Растворова О. Г., Романов О. В. Модификация метода мембранного пресса с помощью растворов спирта и электролитов // Научно-технический бюллетень по агрономической физике. — 1989. — № 74. — С. 37—41.
- Растворова О. Г., Терешенкова И. А., Цыпленков И. А. Динамика почвенных процессов в лесостепной дубраве: итоги многолетних стационарных и модельных исследований в заповеднике «Лес на Ворскле» // Вестник СПбГУ. Сер. 3. Биология. — 1993. — № 4. — С. 85. — ISSN 1025-8604.
- Химический анализ почв : Учеб. пособие / О. Г. Растворова и др. — СПб.: Изд-во СПб. ун-та, 1995. — 261 с. — ISBN 5-288-01019-6.
- Винникова А. Н., Воробьева Л. Б., Растворова О. Г., Шихова Л. Н., Яковлева В. В. Влияние колониально гнездящихся птиц на почву и биоценоз лесостепной дубравы (по наблюдениям в 1970-1990-х годах) // Вестник СПбГУ. Сер. 3. Биология. — 2006. — № 2. — С. 83—95.

## Фотогалерея

Фотографии трудов О. Г.  Растворовой
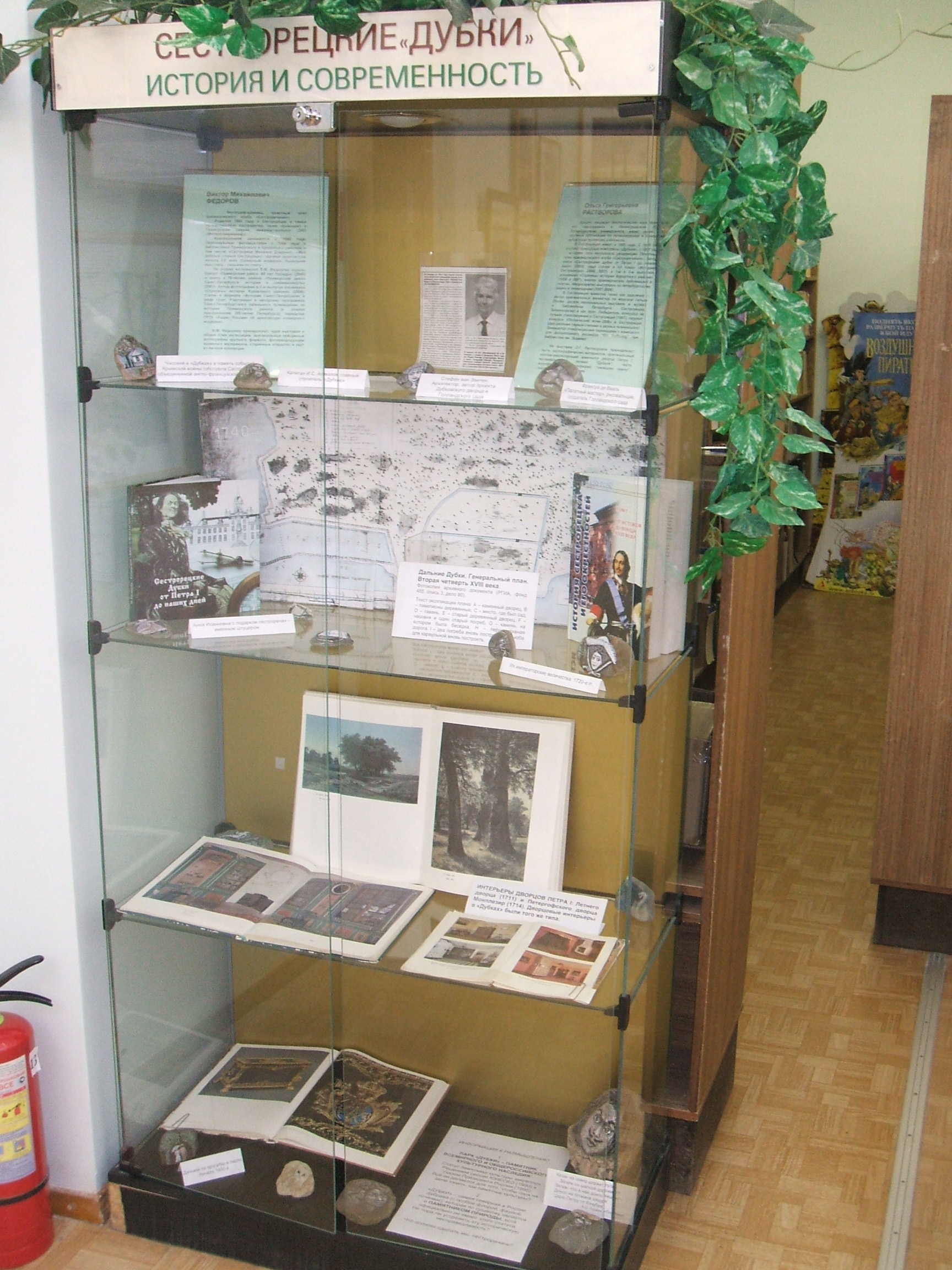
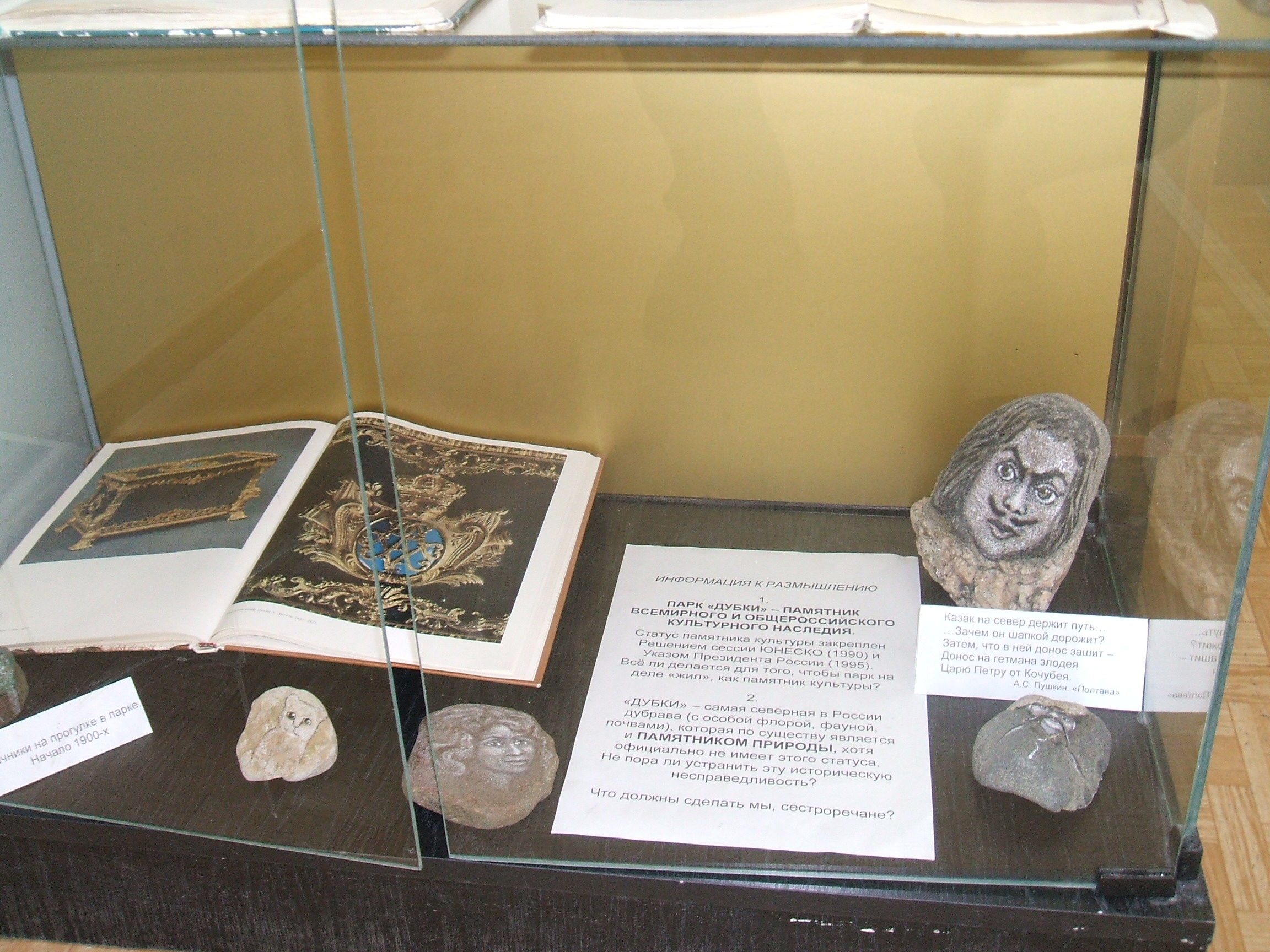
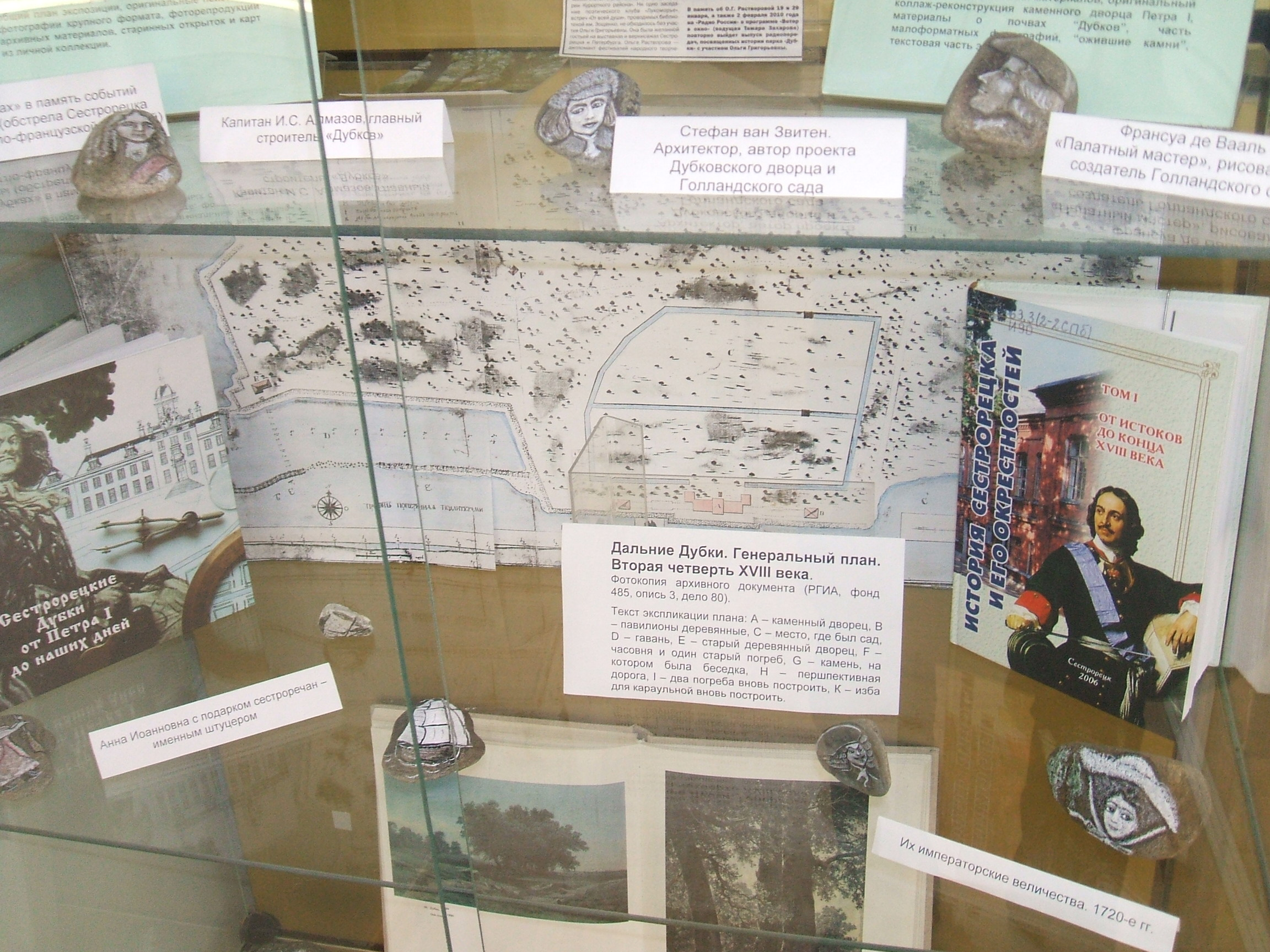
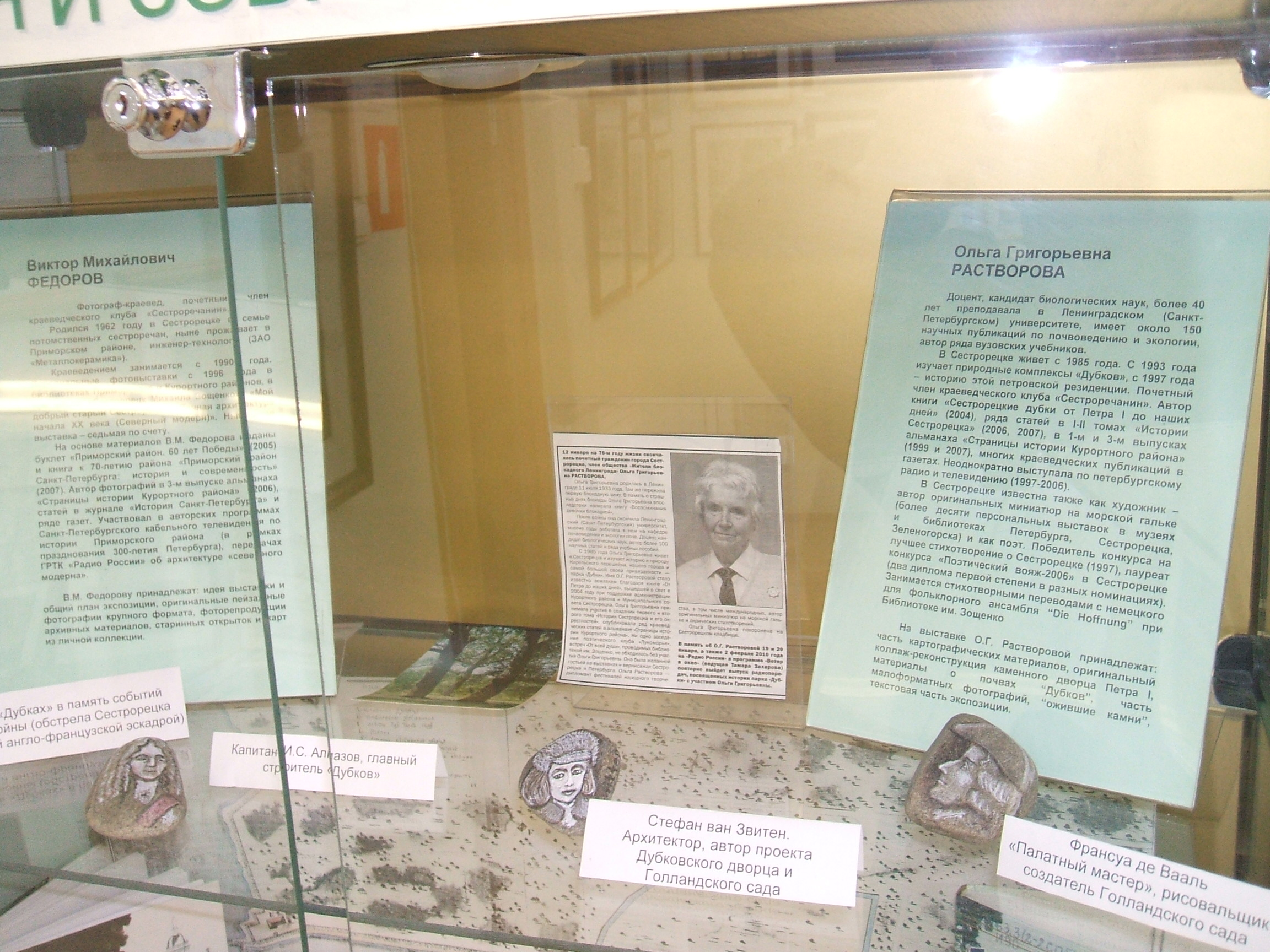
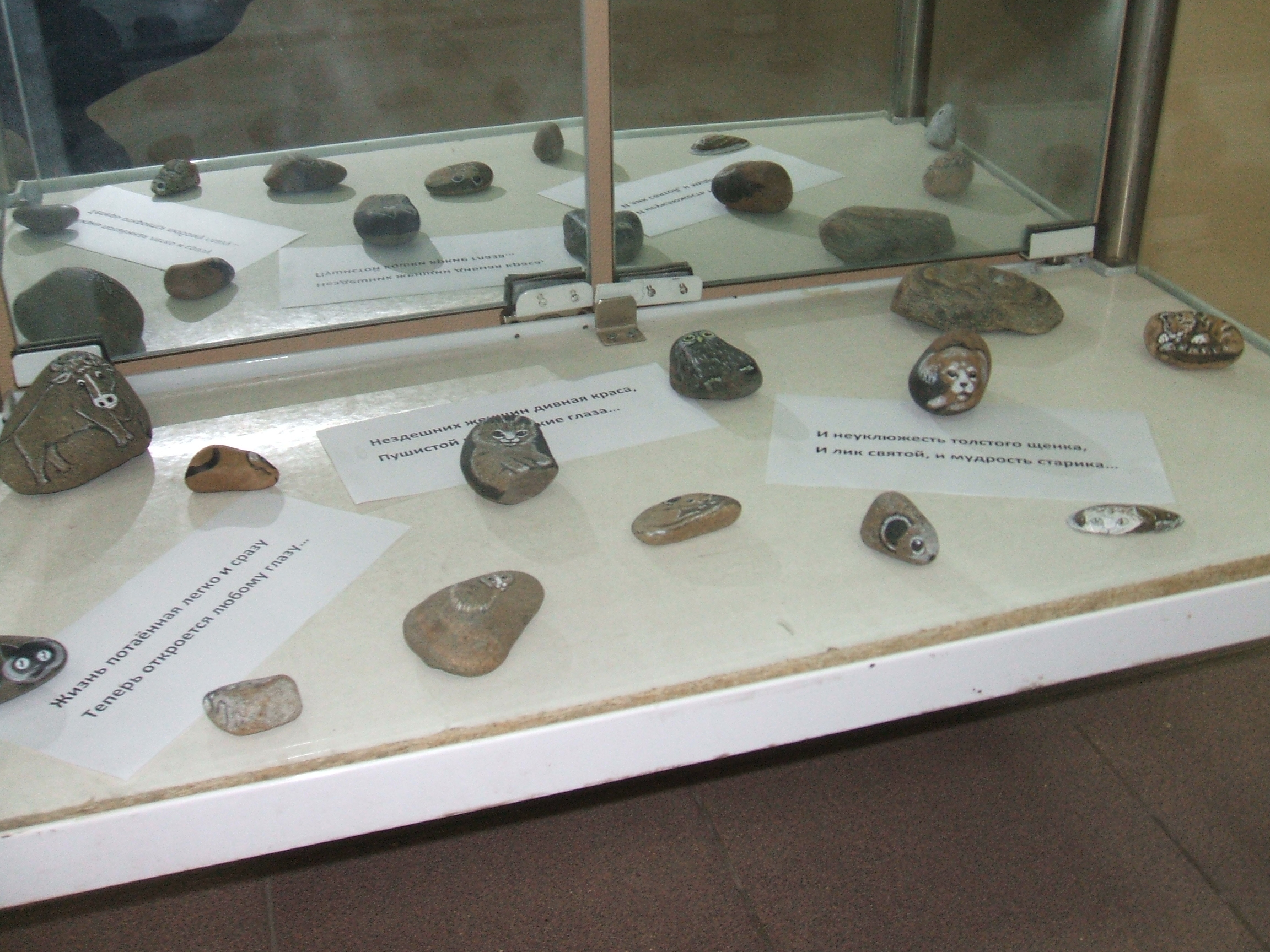
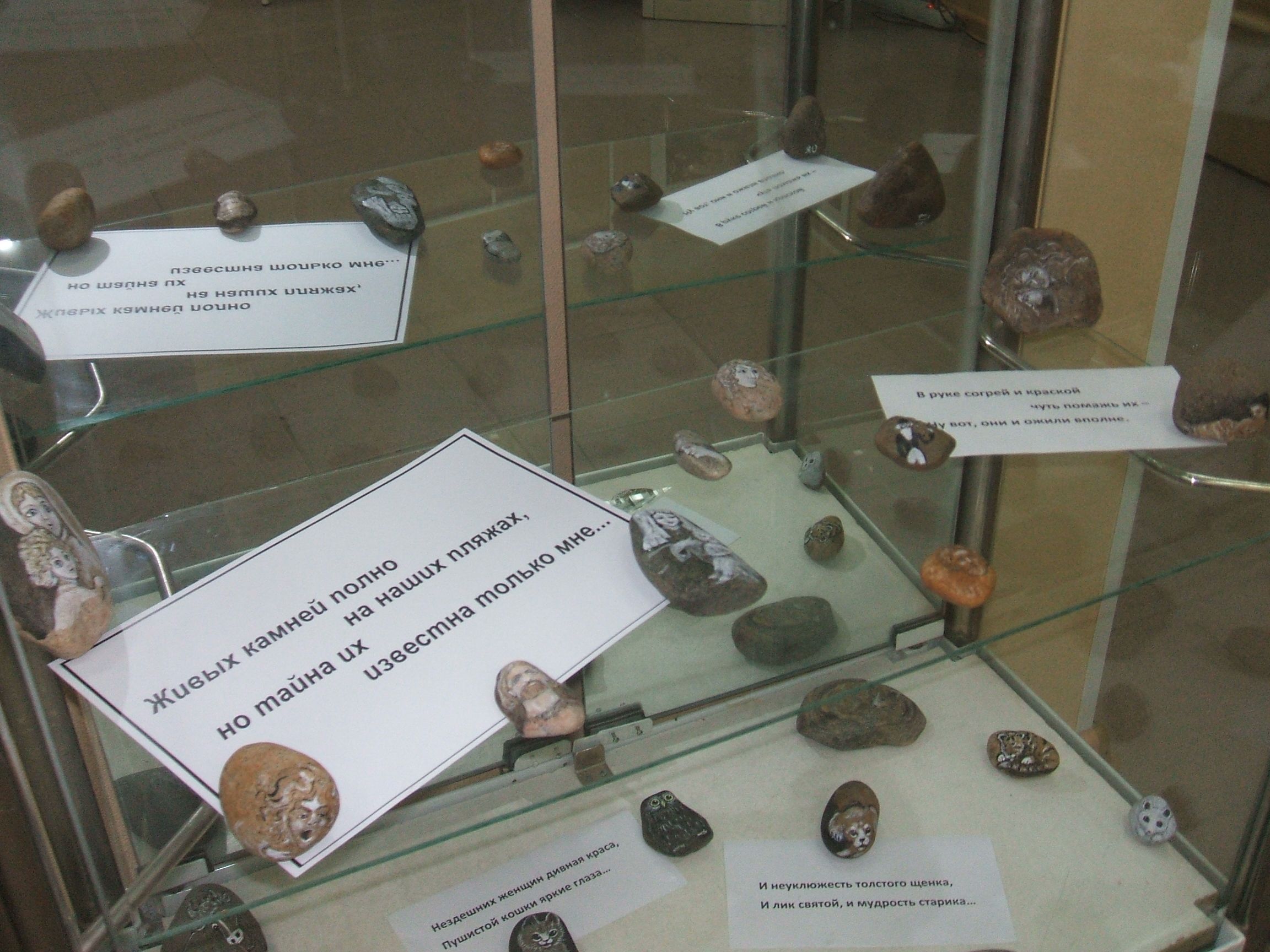
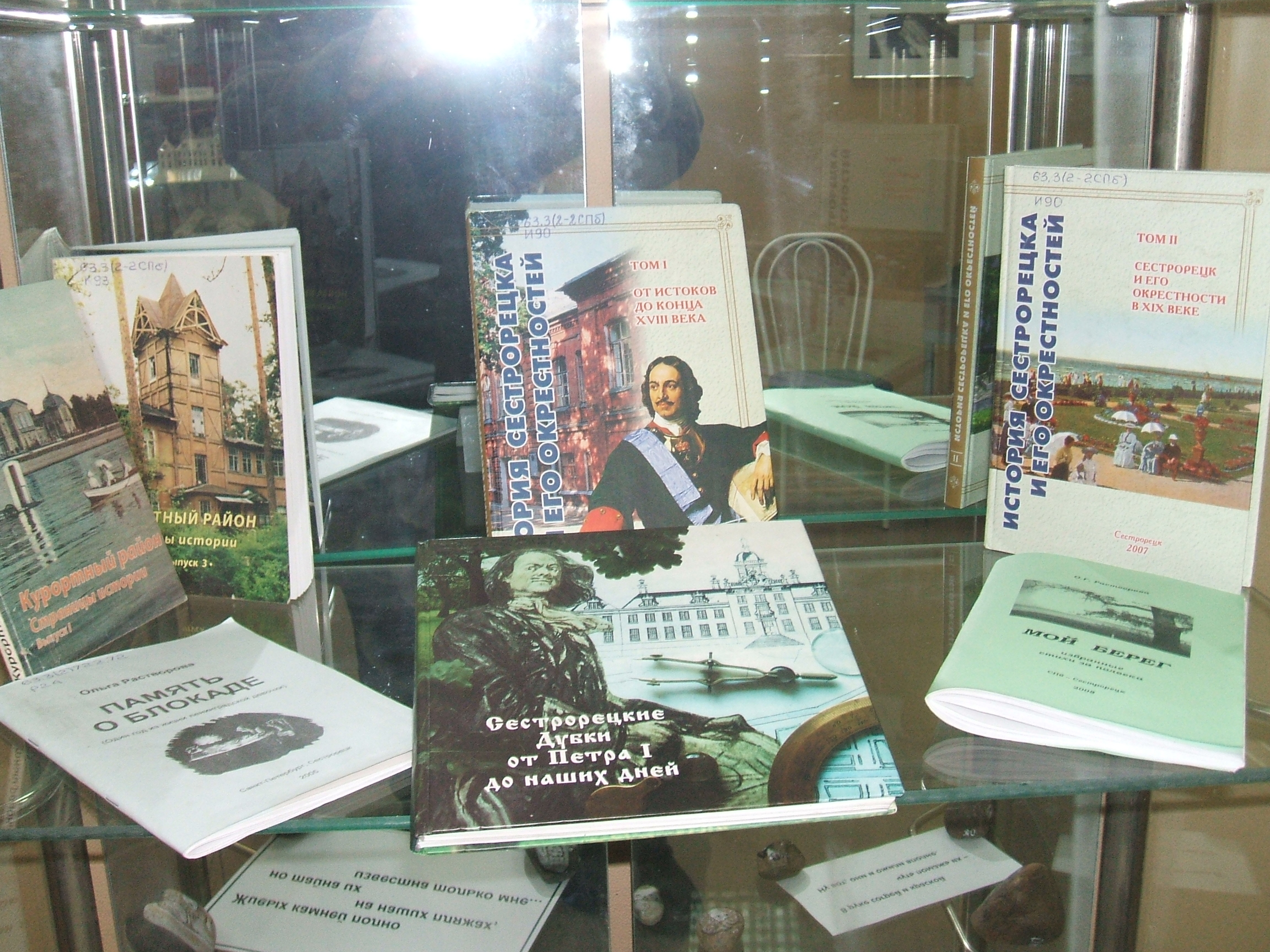